# جورج إم. وايتسايدز
جورج ماكليلاند وايتسايدز -مولود في 3 أغسطس 1939- كيميائي أمريكي وأستاذ الكيمياء في جامعة هارفارد. اشتهر بعمله في مجال التحليل الطيفي للرنين المغناطيسي النووي، والكيمياء العضوية الفلزية، والتجميع الذاتي الجزيئي، والطباعة الحجرية الناعمة، والتصنيع الدقيق، وعلم الموائع الدقيقة، وتكنولوجيا النانو. مؤلف غزير الإنتاج وصاحب براءة اختراع. حصل على العديد من الجوائز وحصل على أعلى تصنيف لمؤشر الكيميائيين الأحياء سنة 2011.

## التعليم والوظيفة الأكاديمية

### التعليم
التحق وايتسايدز بالمدرسة الثانوية في فيليبس أندوفر وتخرج سنة 1957. حصل على درجة البكالوريوس من كلية هارفارد عام 1960 وحصل على درجة الدكتوراه في الكيمياء من معهد كاليفورنيا للتكنولوجيا عام 1964، حيث عمل مع جون دي. روبرتس. في معهد كاليفورنيا للتكنولوجيا، بدأ وايتسايدز العمل في الكيمياء العضوية. استخدم مشروع تخرجه في الكيمياء العضوية المعدنية، التحليل الطيفي للرنين المغناطيسي النووي ومصفوفات الكثافة لدراسة كواشف غرينيار. استخدم التحليل الطيفي بالرنين المغناطيسي النووي لدراسة معدل تغير كواشف غرينيار وهيكل كواشف غرينيار في المحلول. درس أيضًا اقتران الوصلة الدوارة في مجموعة متنوعة من المركبات العضوية، باستخدام حسابات مصفوفة الكثافة لفحص أنظمة الدوران التي تكتشفها تحليلات الرنين المغناطيسي النووي.

### دراساته في معهد ماساتشوستس للتكنولوجيا
بدأ وايتسايدز حياته المهنية المستقلة أستاذًا مساعدًا في معهد ماساتشوستس للتكنولوجيا سنة 1963 حتى عام 1982. واصل عمله في التحليل الطيفي بواسطة الرنين المغناطيسي النووي والمركبات الفلزية العضوية، وكذلك العمل مع البوليمرات. كان للتعاون مع علماء الأحياء في معهد ماساتشوستس للتكنولوجيا تأثير مبكر في عمله اللاحق مع الأنظمة البيولوجية. كان له «دور محوري» في تطوير رد فعل كوري-هاوس-بوسنر-وايتسايدز.

### دراساته في هارفارد
عاد وايتسايدز إلى قسم الكيمياء في جامعته، جامعة هارفارد، سنة 1982 مصطحبًا مختبره معه. كان أستاذ الكيمياء في مالينكروت في الفترة 1982 - 2004. في هارفارد، شغل وايتسايدز منصب رئيس قسم الكيمياء (1986-1989) وعميد مشارك لكلية الآداب والعلوم (1989-1992).

### دراساته الحالية
عُينَ وايتسايدز أستاذًا بجامعة «وودفورد إل» و«آن إيه فلاورز» بجامعة هارفارد سنة 2004، وهو واحد من 24 أستاذًا جامعيًا فقط في المؤسسة اعتبارًا من 2014. وهو أحد مؤسسي ومدير مجموعة وايتسايدز للأبحاث بجامعة هارفارد، وهي مجموعة بحثية نشطة من طلاب الدراسات العليا وما بعد الدكتوراه مع مساحة معمل تغطي أكثر من 560 مترًا مربعًا. الهدف الأساسي الوحيد لمختبره هو «تغيير نماذج العلم أساسًا».
تشمل اهتمامات وايتسايدز الكيمياء الفيزيائية والعضوية، وعلوم المواد، والفيزياء الحيوية، والتعقيد والظهور، وعلوم السطح، والموائع الدقيقة، والبصريات، والتجميع الذاتي، والتكنولوجيا الدقيقة والنانوية، والعلوم من أجل الاقتصادات النامية، والإلكترونيات الجزيئية، والتحفيز، وإنتاج الطاقة والحفاظ عليها، أصل الحياة، وتصميم الأدوية العقلاني، والكيمياء الحيوية لسطح الخلية، والتبسيط، وكيمياء المعلومات.
انتقل إلى مجالات بحث جديدة عدة مرات طوال حياته المهنية، بمتوسط نحو 10 سنوات في كل مجال. فور أن الوصول بنجاح إلى منطقة ما، فإنه يميل إلى البحث عن مشكلات جديدة وأكثر إثارة للاهتمام لحلها. وفقًا لجيريمي آر نولز، «لقد فعل ذلك مرارًا وتكرارًا بطرح أسئلة أساسية عما بدا للجميع مشكلات مستعصية».
قدّم وايتسايدز مساهمات علمية في مجالات متنوعة، تتضمن التحليل الطيفي بالرنين المغناطيسي النووي (NMR)، والموائع الدقيقة وتكنولوجيا النانو. وهو معروف خصوصًا بعمله في المواد وعلوم الأسطح. درس عمله في كيمياء الأسطح عمليات «التجميع الذاتي» للجزيئات التي ترتب نفسها على السطح. أصبح هذا العمل أساسًا للتطورات في علم النانو والإلكترونيات وعلوم الصيدلة والتشخيص الطبي. قُدمت بعض أبحاثه مرئيةً بواسطة التعاون «على سطح الأشياء: صور استثنائية في العلوم» مع المصور العلمي بمعهد ماساتشوستس للتكنولوجيا فيليس فرانكل. ظهرت إحدى الصور، وهي نمط من قطرات الماء الزرقاء والخضراء التي أنشأها فرانكل على غلاف مجلة العلوم (Science) عام 1992.
ساعد العمل المبكر الذي قام به رالف جي. نوزو وديفيد إل. ألارا على التجميعات الجزيئية المنظمة تلقائيًا في عمل وايتسايدز على الطباعة الحجرية الناعمة. قدم وايتسايدز ومجموعته البحثية مساهمات كبيرة بتطوير تقنيات الطباعة الحجرية الناعمة والطباعة الدقيقة. تعتمد كل من تقنيات المقياس الدقيق والنانو على الطباعة والقولبة والنقش، ويمكن استخدامها لتصنيع الأنماط والميزات على العديد من المواد المختلفة. تستخدم الطباعة الحجرية اللينة مادة مطاطية منقوشة، ختمًا أو قالبًا أو قناعًا، لإنشاء الأنماط والبنى الدقيقة. أصبحت هذه التقنيات الآن قياسية في هذا المجال.
تشمل اهتماماته البحثية الحديثة الطاقة، وأصل الحياة، والعلوم لتطوير الاقتصاد.
يشتهر وايتسايدز أيضًا بنشره «نظام الخطوط العريضة» لكتابة الأوراق العلمية.

## السياسة والخدمة العامة
إضافةً إلى بحثه العلمي، ينشط وايتسايدز أيضًا في الخدمة العامة. كان جزءًا من لجنة العلوم والهندسة والسياسة العامة، التي ألفت تقرير الأكاديميات الوطنية «الصعود فوق العاصفة المتجمعة» (2007). تناول التقرير القدرة التنافسية للولايات المتحدة في العلوم والتكنولوجيا. حُدد تحديان رئيسيان بوصفهما ضروريين للبراعة العلمية والهندسية الأمريكية: 
1)  خلق وظائف عالية الجودة للأمريكيين.
2)  تلبية حاجة الأمة إلى طاقة نظيفة موثوقة بأسعار معقولة.
وضعت اللجنة 4 مجالات للتوصيات، مع عشرين اقتراحًا محددًا للإجراءات القابلة للتنفيذ. تناول التقرير القضايا البشرية والمالية والمعلوماتية لصالح:
- تحسين التعليم في مجال العلوم والرياضيات من مرحلة رياض الأطفال حتى نهاية التعليم الثانوي، لضمان وجود مجموعة من الأفراد الموهوبين الذين يمكنهم العمل في العلوم.
- دعم البحوث الأساسية طويلة الأجل، لضمان التطوير المستمر للأفكار الجديدة التي من شأنها دعم الاقتصاد وتحسين نوعية الحياة.
- خلق بيئة إيجابية للتعليم العالي تتيح لأمريكا استعمال الطلاب والعلماء والمهندسين من الولايات المتحدة وسائر العالم.
- تشجيع الابتكار من خلال السياسات الاقتصادية التي تدعم التصنيع والتسويق.